# 中山神社 (下関市)
中山神社（なかやまじんじゃ）は、山口県下関市にある神社（長門国北浦総社）。

## 概要
幕末期に尊王攘夷の立場で活動し、1864年（元治元年）に暗殺された公家の中山忠光が祭神として祀られている。また、境内には忠光の墳墓（国の史跡）がある。このほか、明治天皇および天照皇大神が祭神として祀られている。
主祭神である忠光が国家を思い憂いて活動していたことから、国家安穏ひいては家内安全や厄除などの崇敬を受けている。

## 歴史
1865年（慶応元年）、忠光の鎮魂のため豊浦藩（長州藩の支藩）が墳墓のある場所に社殿を建立し「中山社」と称したことをもって創立とされている。
近代社格制度における旧社格は県社だが、1935年には別格官幣社へ昇格する機運もあった。

### 沿革
- 1865年（慶応元年）11月 - 豊浦藩によって中山社として創立。
- 1875年（明治8年）7月 - 祭祀および修繕費などが官費支給となる。
- 1886年（明治19年）2月 - 社号を廃し、招魂社となる。
- 1886年（明治19年）5月 - 社地を、墳墓の東側500mの位置に分離。
- 1923年（大正12年）5月 - 社地を、墳墓に隣接する位置（現在地）に移す。
- 1928年（昭和3年）5月17日 - 遷座祭を実施。翌18日、社号を中山神社とし、県社に列せられる。
- 1995年（平成7年） - 明治天皇および天照皇大神が新たに祭神として祀られる。

## 建造物など
- 社殿 - 1928年（昭和3年）5月建立。村の青年団の奉仕によって建立された。
  - 本殿 - 三間社流造り。
  - 幣殿 - 切妻造り。
  - 拝殿 - 入母屋造り。
  - 御饌所 - 切妻造り。
  - 回廊 - 1987年（昭和62年）10月建立。切妻造り。
  - 神門 - 1990年（平成2年）建立。切妻造り。
- 宝物殿 - 1996年（平成8年）建設。
- 墳墓 - 中山忠光の墓。はじめは暗殺の地である現在の下関市豊北町田耕に埋葬されたが、幕府が広島で検死を行うために掘り返して経由地の下関まで輸送中に夜が明けたため、人目に付くことから当地に埋葬された。墓碑銘は藤原忠光と記されている。中山家の氏は藤原氏。
- 中山忠光朝臣命辞世碑 - 1934年（昭和9年）10月建立。
- 境内摂社 - 愛新覚羅社（後述）。
- 武道館、社務所など。

## 祭事
- 例大祭 - 5月の第2土曜日と翌日曜日に実施。忠光の誕生日（旧暦4月13日、新暦5月18日）にちなむ。剣道や相撲大会などが開催される。
- 網曳祭 - 8月の第1土曜日に実施。御輿が地区を一巡するほか、地曳網の神事が行われる。
- 夏越祭 - 網曳祭の翌日に実施。罪穢を清める。
- 栗祭・命日墓前祭 - 11月8日（忠光の命日）に実施。栗を供えて祭事を行う（この日に忠光が栗を食したという由来による）。

## 愛新覚羅社

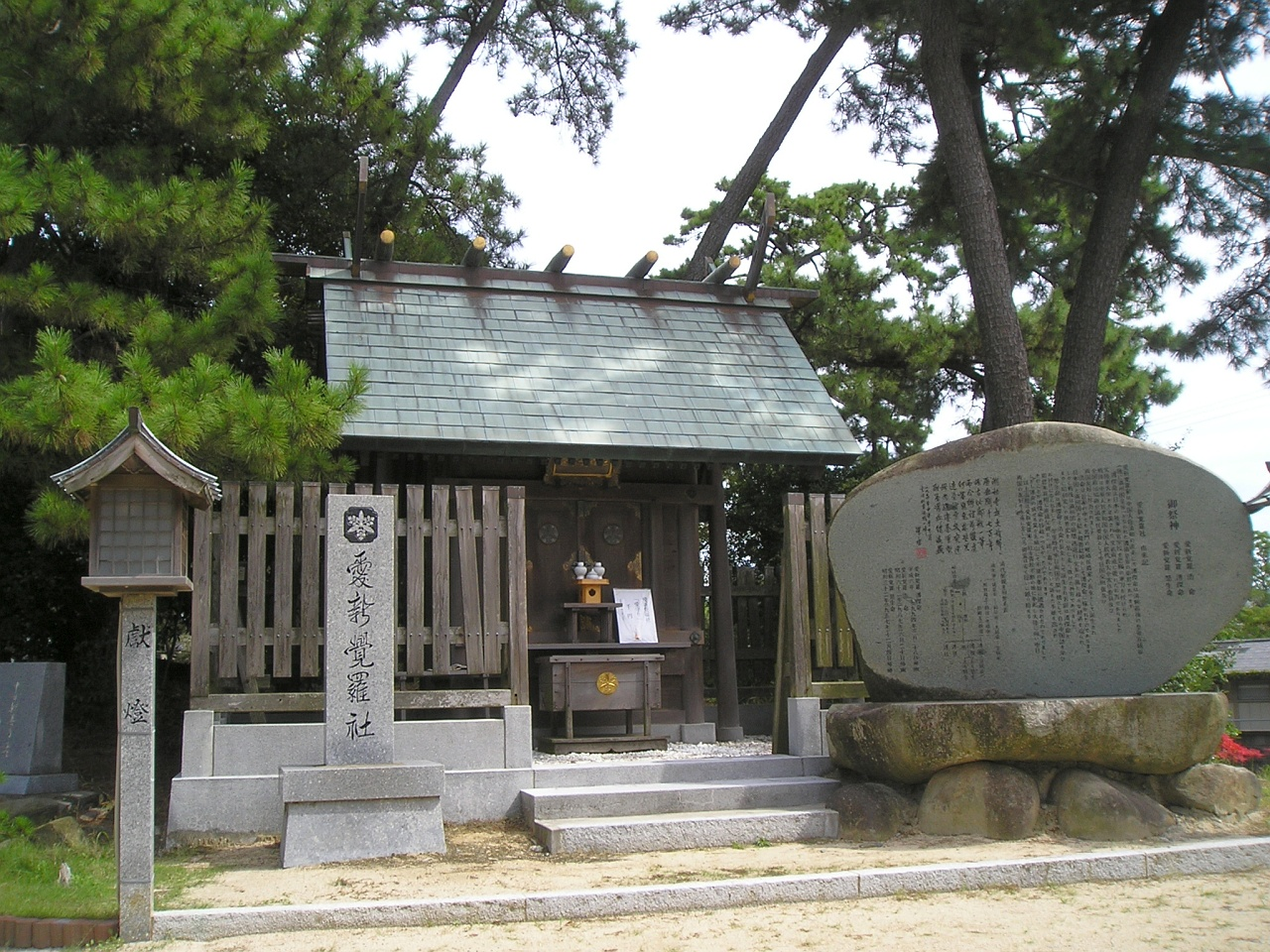
愛新覚羅社

1988年（昭和63年）造営。祭神は愛新覚羅溥傑（あいしんかくらふけつ、清朝最後の皇帝だった愛新覚羅溥儀の弟）と、妻の嵯峨浩（さがひろ、中山忠光の曾孫）および2人の長女愛新覚羅慧生（ - えいせい）。浩の遺言にしたがって当地に祀られている。
通常、社殿は東向きまたは南向きに建てられるが、同社の社殿は中国大陸に向かって西向きに建てられている。また、中山神社の宝物殿には溥傑の次女嫮生（こせい）などから寄託されたゆかりの品が展示されている。

## 交通
鉄道
- JR西日本山陰本線 綾羅木駅下車、タクシー2分または徒歩8分。
- JR西日本山陽新幹線・山陽本線 新下関駅下車、タクシー8分または徒歩45分。

路線バス
- サンデン交通 「綾羅木中山神社前」バス停下車。または「綾羅木」バス停下車、徒歩。